# Ein Monster in Paris
Ein Monster in Paris (Originaltitel: Un monstre à Paris) ist ein Animationsfilm aus dem Jahr 2011 des Regisseurs Bibo Bergeron. Er ist nach Der Weg nach El Dorado (2000) und Große Haie – Kleine Fische (2004) Bergerons dritter Animationsfilm.

## Handlung
Der Film spielt in Paris im Jahre 1910 zur Zeit des Seinehochwassers. Emile ist ein schüchterner Filmvorführer, sein Freund Raoul ist ein Kurier und Erfinder, der eine Lieferung für den Professor im Botanischen Garten macht. Währenddessen Abwesenheit übernimmt sein Assistent Charles, ein intelligenter Nasenaffe, die Verantwortung. Trotz seiner Warnungen stöbert Raoul im Labor des Professors herum, was dazu führt, dass die Mischung zweier Tränke eine Explosion auslöst. Jeder bleibt unverletzt, aber Emile ist sich sicher, eine „große Kreatur mit roten Glubschaugen, vier Armen und Stacheln“ gesehen zu haben.
Währenddessen wird Lucille, eine erfolgreiche Kabarettsängerin und Raouls ehemalige Klassenkameradin, von ihrer Tante dazu gedrängt, den wohlhabenden aber eitlen Polizeichef Maynott zu heiraten. Bald steigt die Aufregung in der ganzen Stadt, nachdem in der Zeitung Augenzeugenberichte von einer ungewöhnlichen Kreatur in den Straßen von Paris gelesen werden. Emile und Raoul finden heraus, dass sie die Verantwortlichen sind. Tatsächlich klopft das Monster eines Abends als Passant verkleidet an Lucilles Tür, die erkennt, dass es trotz seines düsteren Erscheinungsbildes harmlos ist und toll singen kann. Es stellt sich heraus, dass es sich bei dem Monster um einen Floh aus Charles’ Fell handelt. Lucille tauft das Monster Francœur (dt. gutes Herz) und lässt es bei sich wohnen.
Nach ihrem nächsten Kabarettauftritts, bei dem auch Francœur auftritt, kommen Emile und Raoul dahinter, wo das Monster ist, und sind bereit, es zu beschützen. Da Maynott eine Ermittlung und darauffolgende Jagd nach dem Monster von Paris einleitet und Francœur nicht versteckt bleiben kann, planen sie, Francœurs Tod vorzutäuschen.
Der Plan schlägt fehl und Francœur wird entlarvt. Er wird von Maynott bis zur Spitze des Eiffelturms verfolgt und wird immer schwächer. Maynott erschießt Francœur offenbar (seine Verkleidung bleibt als Einziges übrig) und triumphiert, wird jedoch von seinem Stellvertreter Inspektor Pâté wegen des Mordes und seiner Unmenschlichkeit verhaftet.
Lucille ist wegen Francœurs Tod tieftraurig und kann nicht auftreten. Doch dann stellt sie fest, dass Francœur überlebt hat und nur auf Flohgröße zurückgeschrumpft ist, da sie ihn in ihren Ohr singen hört. Daraufhin wird er unter Anwendung derselben Mischung zurück in Menschengröße verwandelt und tritt in Zukunft mit Lucille auf. Am Ende werden Raoul und Lucille ein Paar.

## Veröffentlichung
Kinostart in Frankreich war am 12. Oktober 2011, in Deutschland am 20. April 2012.

## Synchronisation
| Figur          | Französischer Sprecher |
| -------------- | ---------------------- |
| Raoul          | Gad Elmaleh            |
| Emile          | Sébastien Desjours     |
| Victor Maynott | François Cluzet        |
| Pâté           | Philippe Peythieu      |
| Francœur       | Matthieu Chedid        |
| Lucille        | Vanessa Paradis        |
| Maud           | Ludivine Sagnier       |
| Carlotta       | Julie Ferrier          |
| Albert         | Bruno Salomone         |